# Gauthier d'Aunay
Gauthier d'Aunay (... – Pontoise, 19 aprile 1314) è stato un militare francese, amante di Bianca di Borgogna, moglie di Carlo il Bello, terzogenito del re di Francia e di Navarra, Filippo IV il Bello.

## Biografia
Figlio di Gauthier d'Aunay, signore di Moucy-le-Neuf, di Mesnil e di Grand Moulin, Gauthier sposò Agnès de Montmorency, da cui ebbe tre figli.
Gauthier era al servizio del conte di Poitiers, Filippo il Lungo, secondogenito del re di Francia e di Navarra, Filippo IV il Bello e dopo il 1310, col fratello minore Philippe d'Aunay, ebbe modo di frequentare la corte reale.
Pare che durante la visita in Francia del re d'Inghilterra, Edoardo II e della moglie, figlia di Filippo IV il Bello, Isabella di Francia, quest'ultima riferisse al padre ed ai propri fratelli lo strano comportamento delle tre cognate e dei fratelli, Gauthier e Philippe d'Aunay, durante i ricevimenti ed i balli che si tenevano a corte.
Arrestato assieme al fratello all'inizio del 1314, in seguito allo scandalo della torre di Nesle, Gauthier fu accusato di essere l'amante di Bianca di Borgogna, moglie di Carlo IV il Bello, terzogenito del re di Francia e di Navarra, Filippo IV il Bello, mentre il fratello fu accusato di essere l'amante di Margherita di Borgogna, moglie dell'erede al trono di Francia, Luigi il Testardo o l'Attaccabrighe, il futuro Luigi X di Francia, figlio del re di Francia e di Navarra, Filippo IV il Bello.
Anche Bianca e Margherita vennero incarcerate, con l'accusa di adulterio, e con loro finì in carcere anche la sorella di Bianca e moglie del conte di Poitiers, Filippo, Giovanna, con l'accusa di complicità con le due adultere.
Gauthier ed il fratello Philippe furono interrogati e dopo essere stati torturati, ammisero le loro colpe e cioè che Philippe aveva iniziato la tresca con Margherita nel 1311 e Gauthier con Bianca nel 1312.
Nel successivo processo alle tre principesse, ritenute colpevoli, vennero lorotagliati i capelli e furono rinchiuse in due carceri diversi: 
- Margherita fu rinchiusa nella fortezza di ChâteauGaillard, dove fu tenuta in segregazione sino al giorno della sua morte, il 15 agosto del 1315, fu trovata morta (strangolata o forse soffocata dai suoi capelli).
- Bianca fu imprigionata nella fortezza di Château Gaillard sino al maggio del 1322,  quando papa Giovanni XXII pronunciò lo scioglimento del matrimonio da Carlo che era re di Francia dal mese di febbraio, quindi, dopo essere stata tre mesi regina di Francia in carcere, venne trasferita nell'abbazia di Maubuisson, nel comune di Saint-Ouen-l'Aumône, presso Pontoise, nella Val-d'Oise, dove morì nell'aprile del 1326.
- Giovanna fu rinchiusa nella fortezza di Dourdan, per aver favorito l'adulterio della cognata e della sorella, per poi uscirne, nel 1316, al momento che il marito, Filippo, divenne re di Francia e Giovanna, di conseguenza regina (sembra che Filippo non l'avesse ripudiata per non perdere il controllo della contea di Borgogna).

Gauthier ed il fratello Philippe invece furono condannati a morte per lesa maestà e furono giustiziati in modo atroce: nella città di Pontoise, il 19 aprile 1314, furono evirati, torturati, scorticati vivi, e quindi decapitati, dopo che erano morti i loro corpi furono trainati da un cavallo per le strade della città ed infine furono appesi per le ascelle.
 Il loro sesso, strumento del crimine, fu dato in pasto ai cani.

## Figli
Gauthier dalla moglie Agnès de Montmorency ebbe tre figli.